# Hydrodynastes
Hydrodynastes is een geslacht van slangen uit de familie toornslangachtigen (Colubridae) en de onderfamilie Dipsadinae.

## Naam en indeling
De wetenschappelijke naam van de groep werd voor het eerst voorgesteld door Leopold Fitzinger in 1843. Er zijn twee soorten, de in 2007 wetenschappelijk beschreven soort Hydrodynastes melanogigas wordt tegenwoordig beschouwd als synoniem van de reuzenwaterslang. De slangen werden eerder aan andere geslachten toegekend, zoals Coluber, Xenodon, Liophis en het niet langer erkende Dugandia.

### Soorten
Het geslacht omvat de volgende soorten, met de auteur en het verspreidingsgebied.
| Naam                                   | Auteur                          | Verspreidingsgebied                                                                                            |
| -------------------------------------- | ------------------------------- | --- |
| Hydrodynastes bicinctus                | Hermann, 1804                   | Guyana, Suriname, Frans-Guyana, Brazilië, Colombia, Venezuela                                                  |
| Reuzenwaterslang (Hydrodynastes gigas) | Duméril, Bibron & Duméril, 1854 | Frans-Guyana, Suriname, Brazilië, Bolivia, Paraguay, Argentinië, Venezuela, Colombia, Guyana, mogelijk in Peru |

## Verspreidingsgebied
Alle soorten komen voor in delen van Zuid-Amerika en leven in de landen Frans-Guyana, Suriname, Brazilië, Bolivia, Paraguay, Argentinië, Venezuela, Colombia en Guyana, de reuzenwaterslang komt daarnaast mogelijk voor in Peru.

## Beschermingsstatus
Door de internationale natuurbeschermingsorganisatie IUCN is aan een soort een beschermingsstatus toegewezen. Hydrodynastes bicinctus wordt beschouwd als 'veilig' (Least Concern of LC).